# Euprymna brenneri
Euprymna brenneri (лат.) — вид мелких головоногих моллюсков рода Euprymna из семейства сепиолид (Sepiolidae). Демерсальный субтропический вид. Обитает в северо-западной части Тихого океана, у берегов Японии от глубине от 2 до 18 м. В ископаемом состоянии неизвестен. Безвреден для человека, не является объектом промысла. Для оценки статуса вида недостаточно данных.